# Zé Luís (ur. 1989)
Zé Luís, właśc. Louis de Sousa Pereira Vaz (ur. 28 maja 1989) – mozambicki piłkarz grający na pozycji pomocnika.

## Kariera klubowa
Karierę piłkarską Zé Luís rozpoczął w klubie egipskim Baladeyet El Mahalla SC i w jego barwach zadebiutował w 2008 roku w pierwszej lidze egipskiej. W 2012 roku przeszedł do Liga Muçulmana.

## Kariera reprezentacyjna
W reprezentacji Mozambiku Zé Luís zadebiutował w 2008 roku. W 2010 roku został powołany do kadry na Puchar Narodów Afryki 2010, na którym był rezerwowym i nie rozegrał żadnego spotkania.